# Genarp
Genarp is een plaats in de gemeente Lund, in de Zweedse provincie Skåne län en het landschap Skåne. De plaats heeft 2647 inwoners (2005) en een oppervlakte van 161 hectare.